# Muara Sabak Ulu
Muara Sabak Ulu is een bestuurslaag in het regentschap Tanjung Jabung Timur van de provincie Jambi, Indonesië. Muara Sabak Ulu telt 3192 inwoners (volkstelling 2010).